# محمد المالكي (منافس ألعاب قوى)
محمد المالكي  (و. 1962  م) هو منافس ألعاب قوى عماني، شارك في الألعاب الأولمبية الصيفية 2000، والألعاب الأولمبية الصيفية 1992، والألعاب الأولمبية الصيفية 1988، ودورة الألعاب الآسيوية 1986، ودورة الألعاب الآسيوية 1990، والألعاب الأولمبية الصيفية 1984.

## روابط خارجية
- محمد المالكي على موقع الاتحاد الدولي لألعاب القوى (الإنجليزية)
- محمد المالكي على موقع اللجنة الأولمبية الدولية (الإنجليزية)
- محمد المالكي على موقع أوليمبيديا (الإنجليزية)